# Mind Hunter: Inside FBI's Elite Serial Crime Unit
Mind Hunter: Inside FBI's Elite Serial Crime Unit: (Cazador de Mentes: dentro de la Unidad Élite de Delitos Seriales del FBI): es un libro de crimen de no ficción de 1995 escrito por el agente retirado del FBI John E. Douglas y su coautor Mark Olshaker.

## Descripción
El libro detalla como John E. Douglas confeccionó y elaboró el "perfil de personalidad criminal" sobre asesinos en serie y asesinos en masa, que desarrolló durante décadas de entrevistas con asesinos seriales conocidos. El libro incluye perfiles del asesino de niños de Atlanta Wayne Williams, Edmund Kemper, Robert Hansen y Larry Gene Bell, y sugiere pasos proactivos para atraer a los delincuentes al contactar a la policía.

## Adaptación
En 2017, la compañía Netflix empezó a producir la Serie de televisión Mindhunter, y se inspiró en gran medida en el libro. La serie resultó aclamada luego de su estreno en 2017, creada por Joe Penhall, dirigida en parte por David Fincher.